# 疏花雀麦
疏花雀麦（学名：Bromus retotiflorus）是一种禾本科植物。这种植物分布于中国西北，西南，华东诸省区；朝鲜、日本也有。